# السياحة في البرتغال

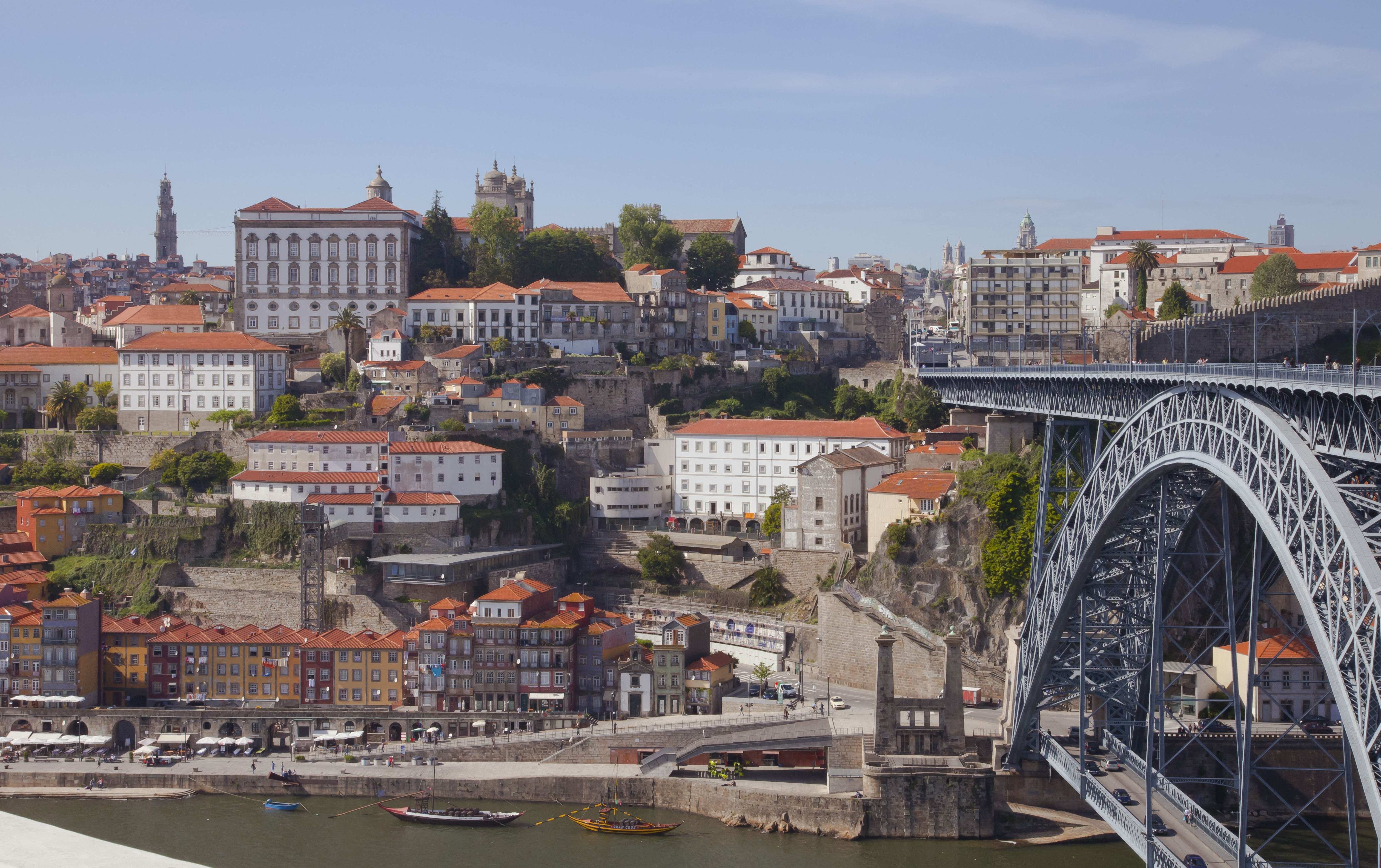
مدينة بورتو في البرتغال.

السياحة في البُرتُغال يتوافد السياح على البرتغال في كُل عام، ففي 2006 زار البرتغال 12.8 مليون سائح، السياحة تلعب دوراً مُهِماً في الاقتصاد البرتغالي وتُمثِل 5% من الناتج القومي المحلي، المدن السياحية التي يقصدها السواح هي لشبونة الكبيرة ومقاطعة الغرب وبورتو الكبيرة والمنطقة الشمالية والجُزِر البرتغالية مثل جزيرة ماديرا وجزر الازور والينتيخو وفاطمة.
مدينة لشبونة عاصمة البرتغال هي ثاني أكثر مدينة في أوروبا يتوافد إلى السياح، حيث نام 7 ملايين سائح في فنادق لشبونة، مُعظم السواح ألذين يزورون البرتغال هُم من بريطانيا وفرنسا وإسبانيا وألمانيا.